# Cabo Frio Airport
Cabo Frio Airport är en flygplats i Brasilien.   Den ligger i kommunen Cabo Frio och delstaten Rio de Janeiro, i den sydöstra delen av landet, 1 000 km sydost om huvudstaden Brasília. Cabo Frio Airport ligger 3 meter över havet. Den ligger vid sjön Lagoa de Araruama.
Terrängen runt Cabo Frio Airport är platt. Havet är nära Cabo Frio Airport söderut. Runt Cabo Frio Airport är det tätbefolkat, med 849 invånare per kvadratkilometer.. Närmaste större samhälle är Cabo Frio, 6,2 km nordost om Cabo Frio Airport. 
Runt Cabo Frio Airport är det i huvudsak tätbebyggt.